# سیاه‌چال‌ها و اژدهایان
سیاه‌چال‌ها و اژدهایان (به انگلیسی: Dungeons & Dragons) یک بازی خیال‌پردازانه است که با نقش آفرینی دور یک میز انجام می‌شود. این بازی توسط گری گیگاکس و دیو آرنسون طراحی شد و از سال ۱۹۷۴ تاکنون منتشر می‌شود.

## شیوه بازی

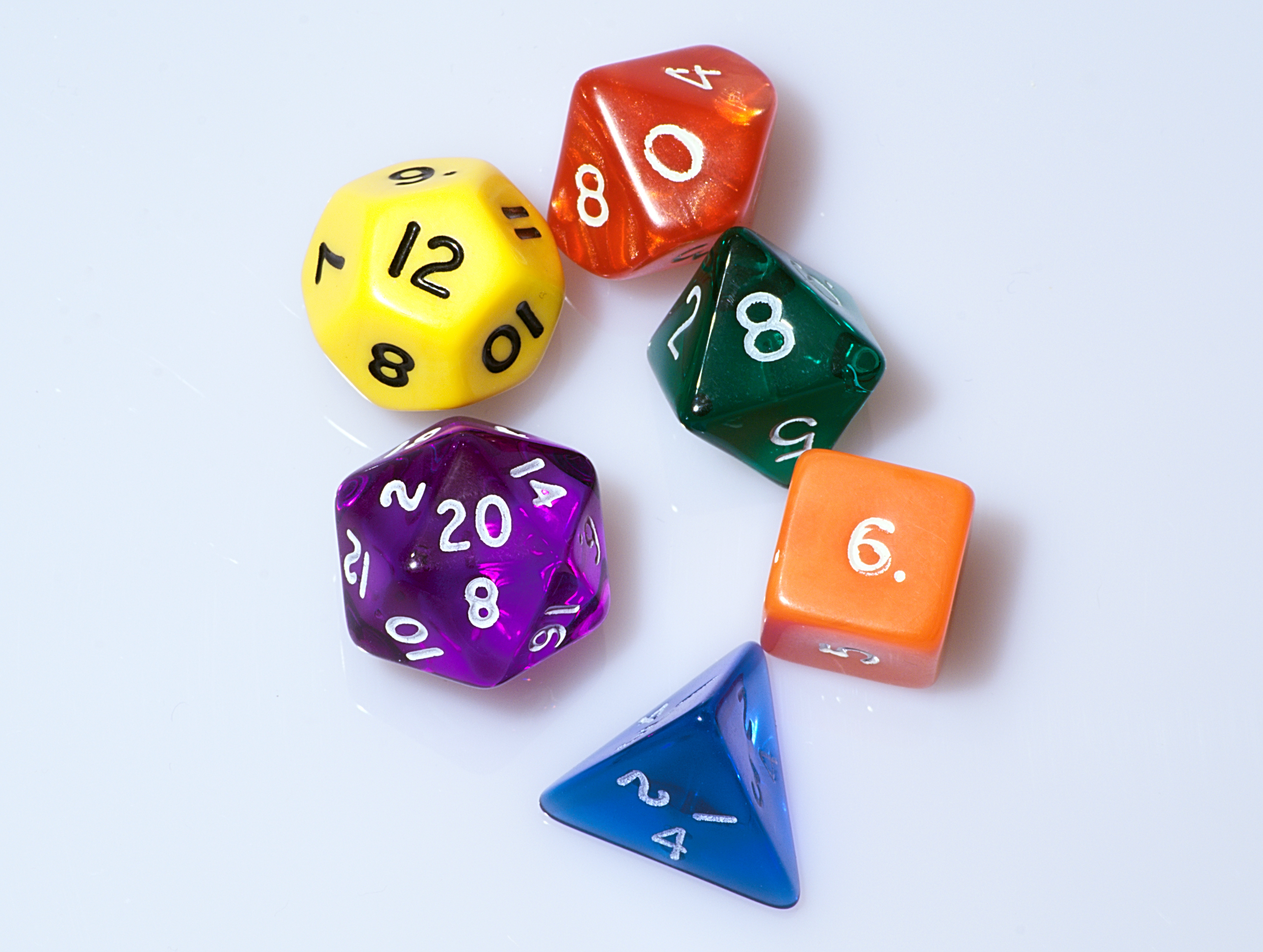
تاس های مختلف قابل استفاده در بازی سیاه چالان و اژدهایان.

این بازی ماجراجویانه برای ۳ تا ۱۰ نفر و حتی بیشتر طراحی شده ‌است و دارای چندین سناریو است. سیاه‌چال‌ها و اژدهایان برخلاف بازی‌های جنگی سنتی، به هر بازیکن اجازه می‌دهد شخصیت خود را بسازد تا بتواند به جای آرایش نظامی، شخصیت اصلی خود را بازی کند. 
شما برای انجام این بازی به شخصی به نام ارباب سیاه‌چال(Dungeon Master) نیاز دارید تا بازی را به پیش ببرد. او گرداننده و راوی بازی است. در این بازی شخصیت‌ها یک گروه (Party) را تشکیل می‌دهند و با همدیگر به صورت بازی هم‌دستی بازی می‌کنند. بازیکنان با کمک هم مراحل را حل می‌کنند، درگیر جنگ می‌شوند و پول و اطلاعات جمع‌آوری می‌کنند. بسته به انتخاب Dungeon Master یا همان ارباب سیاه‌چاله، بازی می‌تواند سال‌ها ادامه پیدا کند یا حتی پایانی نداشته باشد.

## داستان بازی

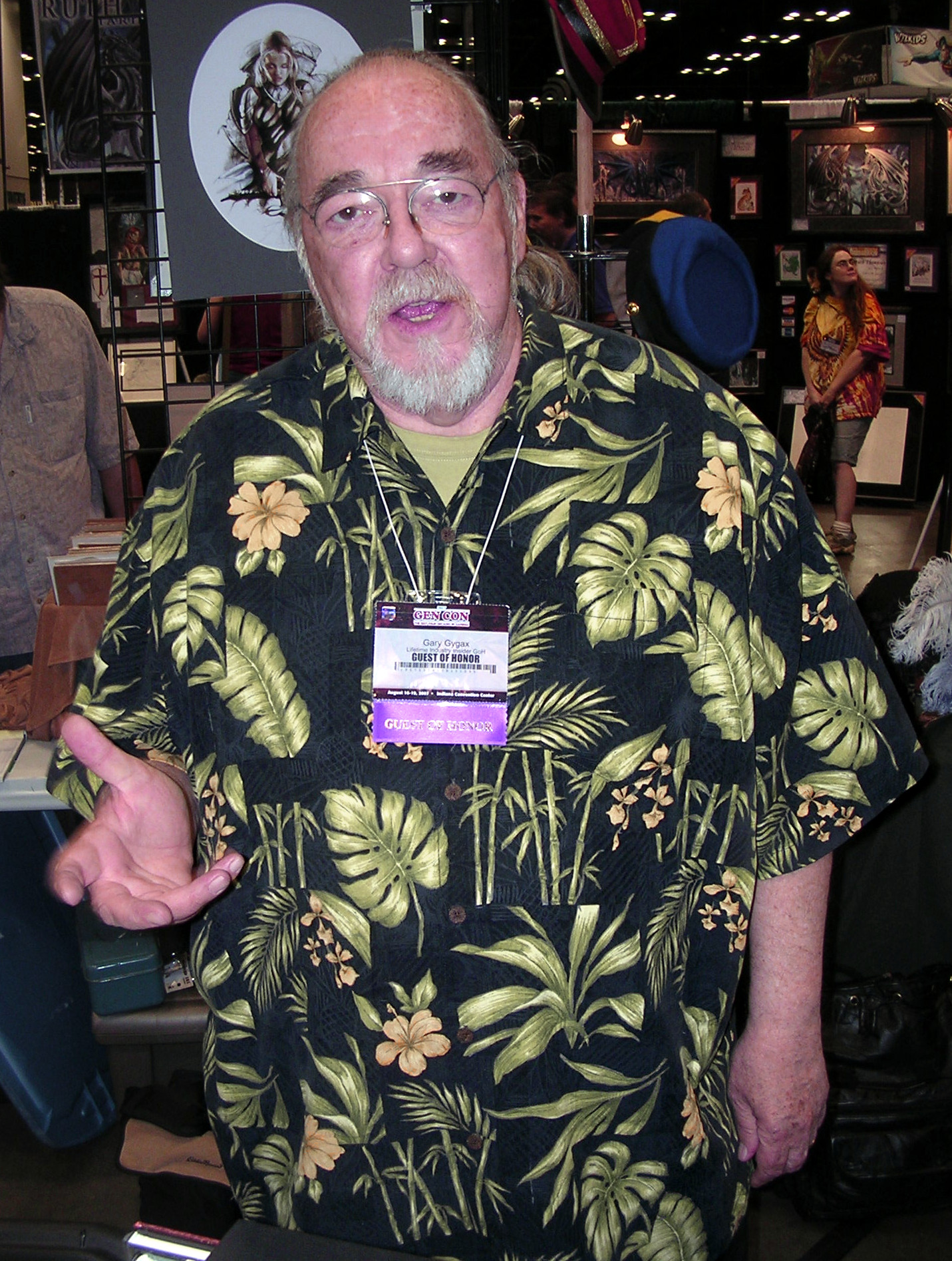
Gary Gygax در Gen Con Indy ۲۰۰۷. Gygax در غرفه Troll Lord Games (غرفه ۵۱۵) ایستاده است.

فضا و حس‌و‌حال بازی عموماً فانتزی قرون وسطی‌ است (مثل دنیای ارباب حلقه‌ها و بازی تاج و تخت) اما بسته به تصمیم DM و دیگر بازیکنان می‌تواند به هر سمت و سویی تغییر سبک دهد. ممکن است شما به جنگلی برسید و ساکنان جنگل را از طلسم شومی که درختان جنگل را نابود می‌کند رها کنید، ممکن است شما قاتلانی باشید که برای کسب درآمد با باندی تبهکار کار می‌کنید. یا ممکن است شما گروهی ماجراجو باشید که با کشتی به قاره‌ای دیگر سفر می‌کنید، و هر چیزی که به ذهنتان برسد…
داستان بازی ادامه دارد و هر جلسه (به اصطلاح Session) حدوداً ۲ تا ۵ ساعت طول می‌کشد. بازیکنان به همراه DM هر هفته یک یا چند بار دور هم جمع می‌شوند و با بازی کردن، داستان را به پیش می‌برند. در این بین کاراکترهای بازیکنان به قدرت‌های بیشتری دست پیدا می‌کنند و ممکن است اشیاء جادویی به دست بیاورند، با افراد زیادی که DM برای آنها توصیف می‌کند آشنا می‌شوند، دوستان و دشمنان زیادی پیدا می‌کنند و سختی‌ها و خوشی‌های بسیاری را تجربه می‌کنند.

## ساختن شخصیت
در ابتدای بازی شما باید یک شخصیت برای خود بسازید. شما باید بسته به نسخه‌ای از بازی که مشغول آن هستید یک نژاد را انتخاب کنید. دنیای بازی حال و هوای دنیاهای فانتزی را دارد. نژاد‌ها شامل، انسان، الف، دوارف، هفینگ (هابیت‌ها)، دراگن‌بورن و... می‌شود. بعد از انتخاب نام و اسم باید یک کلاس برای خود انتخاب کنید. جنگجو هستید یا جادوگر، دزد هستید یا محافظ طبیعت؟ اهل موسیقی هستید یا دیندار و خداپرست؟ کلاس‌ها شامل دسته‌های مختلفی می‌شود و در روند بازی، توانایی‌ها و قابلیت‌های شما تاثیر دارد.
بعد از مرحله شما توانایی‌های اولیه خود را با روش‌های متفاوتی (مثل ریختن تاس) دریافت می‌کنید و با توجه به خط داستانی‌ای که ارباب سیاه‌چال انتخاب می‌کند، بازی را با دیگر بازیکنان شروع می‌کنید.

## تاس
در بازی سیاه‌چال‌ها و اژدهایان شما از یک دسته تاس هفت‌تایی استفاده می‌کنید. تاس‌ها از چهار وجهی شروع شده و تا بیست وجهی ادامه دارد. تاس بیست وجهی تاس اصلی بازی محسوب می‌شود. شما برای بیشتر کارهای خود در بازار باید یک یا چند بار تاس بریزید.
علاوه بر این ارباب سیاه‌چال نیز برای کنترل شخصیت‌های بازی که خارج از لیست بازیگران هستند، از تاس استفاده می‌کند. شما برای انجام این بازی حداقل به یک دسته تاس نیاز دارید. اما هر کدام باز بازیگران می‌توانند دسته تاس اختصاصی خود را داشته باشند.

## زمین بازی
صفحه زمین بازی یک چیز اختیاری است و جزو وسایل حیاتی بازی نیست. اما موقعیت شما در بازی مهم است باید به شکلی این فضا را متصور شوید. به غیر از زمین‌های فیزیکی که مربع‌های کنار هم قرار گرفته تشکیل شده است، شما می‌توانید از سرویس‌های آنلاینی که امکان بازی سیاه‌چال‌ها و اژدهایان را به شما می‌دهد استفاده کنید. 